# Richard Ralph
Richard Peter Ralph (27 de abril de 1946), es un diplomático y empresario británico, gobernador colonial de las Islas Malvinas entre 1996 y 1999 y embajador del Reino Unido en el Perú entre 2003 y 2006.
Desde 1999 hasta 2002 se desempeñó como Embajador Extraordinario y Plenipotenciario del Reino Unido ante Rumania y Moldavia. Su carrera en el servicio diplomático comenzó en 1969 y mientras servía como embajador en Perú se involucró con en una empresa explotación de cobre, Monterrico Minerals, con sede en Río Blacos, Perú. En agosto de 2006 Ralph fue nombrado Presidente Ejecutivo. En 2008, fue multado por operaciones con información privilegiada asociada con Monterrico Minerals.